# Formosa (Argentina)

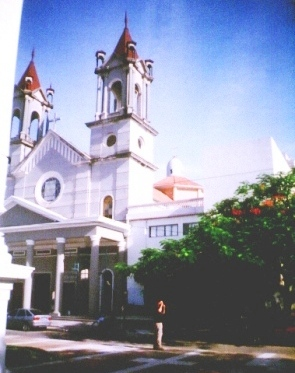
Catedral de Formosa, Província de Formosa, Argentina

Formosa é a capital da província de Formosa, Argentina. Sua população é de cerca de 398.413 habitantes, segundo censo de 2001, ficando situado no 16º distrito do mapa de população argentina.

## História
O atual território da província de Formosa estava habitado no século XVI por índios guaranis, payaguás, wiichis e pilagás, entre outros. Com a colonização espanhola, passou a fazer parte do Território do Vice-Reino do Rio da Prata.

A cidade de Formosa, bem como toda a  província de Formosa pertenciam ao Paraguai desde 1811, bem como a província de Misiones, que foi cedida à Argentina em 1852 por Carlos Antonio López, pai de Francisco Solano López, em troca do reconhecimento argentino da Independência paraguaia.
Em relação à província de Formosa e sua capital, a situação era mais complexa pois ela faz divisa com o Departamento Central, estando a própria capital do Paraguai, Assunção, localizada à margem do rio que divide as duas regiões. Os paraguaios não cederiam, portanto, este território a não ser em virtude de uma guerra.
"Para a Argentina, a Guerra do Paraguai havia representado um passo decisivo para completar o processo de formação de seu estado nacional, pela eliminação ou incorporação da maioria das oposições provinciais ao governo de Buenos Aires. A oligarquia portenha sentia-se à vontade para aspirar à efetiva aplicação do Tratado da Tríplice Aliança, que lhe daria de presente todo o chaco paraguaio. O governo argentino, chefiado então por Sarmiento (que sucedera a Mitre), e tendo como ministro das relações exteriores Tejedor, empenhou-se em pôr em prática sua política anexionista.(...) As discussões e disputas se arrastaram por dois anos, tornando-se mais graves a partir de janeiro de 1872, quando o barão de Cotegipe assinou um tratado em separado com o governo títere de Asunción. Os protestos de Buenos Aires levaram a um clima em que a possibilidade de guerra contra o Império não era descartada. Principalmente porque o governo do Rio de Janeiro, apresentando-se como "benévolo", perante os paraguaios, contentou-se com a fixação de fronteiras nos limites reivindicados antes da guerra, e contestados por Solano López (...)Finalmente, a 3 de fevereiro de 1876, o Tratado de Irigoyen-Machain entre Buenos Aires e Asunción, aceito pelo Rio de Janeiro, encerrou a questão. Segundo ele, a Argentina teria uma parte do território do Chaco até o rio Pilcomayo, e as tropas brasileiras se retiravam do Paraguai, respeitando as cláusulas brasileiro-paraguaias de 1872."
Assim como em várias cidades argentinas, em Formosa há grande influência dos imigrantes italianos, a qual se faz sentir no biotipo de seus habitantes, nomes das ruas e dos restaurantes (a maioria dos quais serve comida italiana) e no próprio conceito de arquitetura e urbanismo utilizados. 